# Morio Asaka
Morio Asaka (浅香 守生 Asaka Morio?, nacido el 11 de marzo de 1967, en la Prefectura de Hyōgo), es un director de animé japonés, que trabaja actualmente en Madhouse.

## Biografía
Graduado en el Colegio de Diseñadores de Osaka, es miembro del estudio Madhouse. Sus trabajos más destacados son Cardcaptor Sakura, Galaxy Angel, Gunslinger Girl, Last Order: Final Fantasy VII, Nana y Chihayafuru.

## Trabajos

### Series de televisión
Destaca papeles con funciones de dirección de series.
| Año  | Título                                     | Director(es) | Estudio                 | Funciones | Refs.  |
| ---- | ------------------------------------------ | --- | ----------------------- | --- | ------ |
| 1989 | Jungle Taitei                              | Eiichi Yamamoto                                                                                                 | Tezuka Productions      | Director de episodios (#4, 11) Guionista gráfico (#11) | [ 2 ]  |
| 1989 | Yawara!                                    | Hiroko Tokita                                                                                                   | Madhouse                | Director de episodios (#40, 48, 52, 60, 65, 68, 78, 83, 86, 93-94, 96, 102, 109) Guionista gráfico (#40, 48, 52, 60, 68, 78, 86, 93, 102, 109) Director de unidad                     | [ 3 ]  |
| 1992 | Kaze no Naka no Shōjo: Kinpatsu no Jeanie  | Ryō Yasumura | Nippon Animation        | Guionista gráfico (#3) | [ 4 ]  |
| 1995 | Azuki-chan                                 | Masayuki Kojima                                                                                                 | Madhouse                | Director de episodio (#11) Guionista gráfico (#5, 11) | [ 5 ]  |
| 1998 | Cardcaptor Sakura                          | Morio Asaka | Madhouse                | Director Director de episodios (#1, 69) Guionista gráfico (#1, 23, 27, 47, 70) Director supervisor                                                                                    | [ 6 ]  |
| 2001 | Galaxy Angel                               | Morio Asaka Yoshimitsu Ohashi                                                                                   | Madhouse                | Director Guionista gráfico (#2, 25) Director de unidad (#2, 25) | [ 7 ]  |
| 2002 | Galaxy Angel Z                             | Morio Asaka Yoshimitsu Ohashi                                                                                   | Madhouse                | Director Guionista gráfico (#1) | [ 8 ]  |
| 2002 | Chobits                                    | Morio Asaka | Madhouse                | Director Director de episodios (#1, 26) Guionista gráfico (#1, 26) Animación (#ED) | [ 9 ]  |
| 2002 | Galaxy Angel 3                             | Shigehito Takayanagi                                                                                            | Madhouse                | Guionista gráfico (#20B) Director de unidad (#OP) | [ 10 ] |
| 2003 | Gunslinger Girl                            | Morio Asaka | Madhouse                | Director Guionista gráfico (#1-2, 13; OP, ED) | [ 11 ] |
| 2004 | Monster                                    | Masayuki Kojima                                                                                                 | Madhouse                | Director de episodio (#OP) Guionista gráfico (#47; OP) | [ 12 ] |
| 2004 | Rozen Maiden                               | Varios | Nomad                   | Director de episodio (#OP) Guionista gráfico (#OP) | [ 13 ] |
| 2006 | Nana                                       | Morio Asaka | Madhouse                | Director Director de episodios (#1, 47) Guionista gráfico (#1, 6-7, 9, 47; OP 1-3, ED 5) Director de unidad (#OP 1-3, ED 5) Animación clave (#47; OP 1-3) Animación clave de apertura | [ 14 ] |
| 2007 | Claymore                                   | Hiroyuki Tanaka                                                                                                 | Madhouse                | Guionista gráfico (#25) | [ 15 ] |
| 2007 | Devil May Cry                              | Shin Itagaki | Madhouse                | Guionista gráfico (#ED) | [ 16 ] |
| 2008 | Chi's Sweet Home                           | Mitsuyuki Masuhara                                                                                              | Madhouse                | Guionista (#19) Guionista gráfico (#17-20) Diseño de personajes originales | [ 17 ] |
| 2008 | Mōryō no Hako                              | Ryōsuke Nakamura                                                                                                | Madhouse                | Guionista gráfico (#6, 11) | [ 18 ] |
| 2009 | Chi's Sweet Home: Atarashii Ōchi           | Mitsuyuki Masuhara                                                                                              | Madhouse                | Diseño de animación de personajes originales | [ 19 ] |
| 2009 | Kobato.                                    | Mitsuyuki Masuhara                                                                                              | Madhouse                | Director de episodios (#9, 23) Guionista gráfico (#1, 23) Supervisión de animación | [ 20 ] |
| 2009 | Aoi Bungaku Series                         | Atsuko Ishizuka (#11-12) Morio Asaka (#1-4) Ryōsuke Nakamura (#9-10) Shigeyuki Miya (#7-8) Tetsurō Araki (#5-6) | Madhouse                | Director Director de episodios (#4) Guionista gráfico (#1-4) | [ 21 ] |
| 2011 | Gyakkyō Burai Kaiji: Hakairoku-hen         | Yūzō Satō | Madhouse                | Guionista gráfico (#8) | [ 22 ] |
| 2011 | Chihayafuru                                | Morio Asaka | Madhouse                | Director Director de episodios (#1, 25) Guionista gráfico (#1, 3, 25; OP) Director de unidad (#OP)                                                                                    | [ 23 ] |
| 2012 | Sword Art Online                           | Tomohiko Itō | A-1 Pictures            | Director de episodio (#ED1) Guionista gráfico (#ED1) Director de unidad (#ED1) | [ 24 ] |
| 2012 | Btooom!                                    | Kotono Watanabe                                                                                                 | Madhouse                | Guionista gráfico (#5) | [ 25 ] |
| 2013 | Chihayafuru 2                              | Morio Asaka | Madhouse                | Director Director de episodio (#25) Guionista gráfico (#1, 16, 25; OP, ED) Director de unidad (#OP, ED)                                                                               | [ 26 ] |
| 2013 | Daiya no Ace                               | Mitsuyuki Masuhara                                                                                              | Madhouse Production I.G | Director de episodios (#OP1-2) Guionista gráfico (#50; OP1-2) | [ 27 ] |
| 2014 | No Game No Life                            | Atsuko Ishizuka                                                                                                 | Madhouse                | Guionista gráfico (#9) | [ 28 ] |
| 2014 | Hanayamata                                 | Atsuko Ishizuka                                                                                                 | Madhouse                | Guionista gráfico (#9) | [ 29 ] |
| 2015 | Ore Monogatari!!                           | Morio Asaka | Madhouse                | Director Director de episodio (#24) Guionista gráfico (#1, 24; OP) Director de unidad (#OP)                                                                                           | [ 30 ] |
| 2016 | Nejimaki Seirei Senki: Tenkyō no Alderamin | Tetsuo Ichimura                                                                                                 | Madhouse                | Guionista gráfico (#2, 7, 11) | [ 31 ] |
| 2018 | Cardcaptor Sakura: Clear Card-hen          | Morio Asaka | Madhouse                | Director Guionista gráfico (#1) | [ 32 ] |
| 2019 | Chihayafuru 3                              | Morio Asaka | Madhouse                | Director Guionista gráfico (#1) | [ 33 ] |
| 2023 | Yamada-kun to Lv999 no Koi wo Suru         | Morio Asaka | Madhouse                | Director Guionista gráfico (#1-2, 13) | [ 34 ] |
| 2023 | Sōsō no Frieren                            | Keiichirō Saitō                                                                                                 | Madhouse                | Director de episodio (#15) | [ 35 ] |
| 2026 | Awajima Hyakkei                            | Morio Asaka | Madhouse                | Director | [ 36 ] |

### Películas
Destaca papeles con funciones de dirección de series.
| Año  | Título                                            | Director(es)       | Estudio                   | Funciones                              | Refs.  |
| ---- | ------------------------------------------------- | ------------------ | ------------------------- | -------------------------------------- | ------ |
| 1988 | Ginga Eiyū Densetsu: Waga Yuku wa Hoshi no Taikai | Noboru Ishiguro    | Kitty Films Mitaka Studio | Director asistente de unidad           | [ 37 ] |
| 1992 | Yawara! Sore Yuke Koshinuke Kids!!                | Hiroko Tokita      | Madhouse                  | Guionista gráfico Director de unidad   | [ 38 ] |
| 1994 | Kattobase! Dreamers: Carp Tanjō Monogatari        | Yoshinori Kanemori | Madhouse                  | Guionista gráfico Director de unidad   | [ 39 ] |
| 1995 | Anne no Nikki                                     | Akinori Nagaoka    | Madhouse                  | Guionista gráfico                      | [ 40 ] |
| 1999 | Cardcaptor Sakura Movie 1                         | Morio Asaka        | Madhouse                  | Director Guionista gráfico             | [ 41 ] |
| 2000 | Cardcaptor Sakura Movie 2: Fūin Sareta Card       | Morio Asaka        | Madhouse                  | Director Guionista gráfico             | [ 42 ] |
| 2017 | No Game No Life: Zero                             | Atsuko Ishizuka    | Madhouse                  | Guionista gráfico                      | [ 43 ] |
| 2023 | Kin no Kuni Mizu no Kuni                          | Kotono Watanabe    | Madhouse                  | Director de episodio Guionista gráfico | [ 43 ] |

### OVAs
Destaca papeles con funciones de dirección de series.
     Destaca papeles con funciones de asistente de dirección o supervisión.
| Año  | Título                                                                 | Director(es)                                                                  | Estudio                        | Funciones                                        | Refs.  |
| ---- | ---------------------------------------------------------------------- | ----------------------------------------------------------------------------- | ------------------------------ | ------------------------------------------------ | ------ |
| 1985 | Urusei Yatsura OVA                                                     | Kazuo Yamazaki Setsuko Shibuichi (#4-5)                                       | Madhouse Studio Deen Magic Bus | Director asistente de episodio (#8)              | [ 44 ] |
| 1987 | Hi no Tori: Yamato-hen                                                 | Toshio Hirata                                                                 | Madhouse                       | Director asistente                               | [ 45 ] |
| 1987 | Junk Boy                                                               | Katsuhisa Yamada                                                              | Madhouse                       | Director asistente                               | [ 43 ] |
| 1988 | Makai Toshi Shinjuku                                                   | Yoshiaki Kawajiri                                                             | Madhouse                       | Director asistente                               | [ 46 ] |
| 1989 | Midnight Eye: Gokū II                                                  | Yoshiaki Kawajiri                                                             | Madhouse                       | Director asistente                               | [ 43 ] |
| 1990 | Cyber City Oedo 808                                                    | Yoshiaki Kawajiri                                                             | Madhouse                       | Director asistente (#1-2)                        | [ 47 ] |
| 1992 | Teito Monogatari                                                       | Rintarō                                                                       | Madhouse                       | Director asistente de episodio (#2)              | [ 43 ] |
| 1993 | Pops                                                                   | Morio Asaka                                                                   | Madhouse                       | Director                                         | [ 48 ] |
| 1993 | Ningyo no Kizu                                                         | Morio Asaka                                                                   | Madhouse                       | Director                                         | [ 49 ] |
| 1994 | Bronze: Kōji Nanjo Cathexis                                            | Rintarō                                                                       | Madhouse                       | Guionista gráfico                                | [ 50 ] |
| 1994 | Yūgen Kaisha                                                           | Jun'ichi Sakata (#3) Kōichi Chigira (#1) Morio Asaka (#2, 4) Takuji Endō (#3) | Madhouse                       | Director Guionista gráfico (#2, 4)               | [ 51 ] |
| 1996 | Tetsuwan Birdy                                                         | Yoshiaki Kawajiri                                                             | Madhouse                       | Director de episodio (#2) Guionista gráfico (#2) | [ 52 ] |
| 2005 | Ichigo 100% OVA                                                        | Tomoki Kobayashi                                                              | Madhouse                       | Guionista gráfico (#3)                           | [ 43 ] |
| 2010 | Chi's Sweet Home: Chi to Kocchi, Deau.                                 | Morio Asaka                                                                   | Madhouse                       | Director Diseño de personajes originales         | [ 53 ] |
| 2011 | Supernatural The Animation                                             | Atsuko Ishizuka Shigeyuki Miya                                                | Madhouse                       | Guionista gráfico (#6-7, 18)                     | [ 54 ] |
| 2013 | Chihayafuru 2: Waga Miyo ni Furu Nagame Shima ni                       | Morio Asaka                                                                   | Madhouse                       | Director Guionista gráfico                       | [ 43 ] |
| 2017 | Cardcaptor Sakura: Clear Card-hen Prologue - Sakura to Futatsu no Kuma | Morio Asaka                                                                   | Madhouse                       | Director Guionista gráfico                       | [ 55 ] |

### Especiales
Destaca papeles con funciones de dirección de series.
| Año  | Título                                  | Director(es) | Estudio  | Funciones                                       | Refs.  |
| ---- | --------------------------------------- | ------------ | -------- | ----------------------------------------------- | ------ |
| 1996 | Yawara!: Zutto Kimi no Koto ga...       | Morio Asaka  | Madhouse | Director Director de episodio Guionista gráfico | [ 56 ] |
| 2003 | Chobits Recap                           | Morio Asaka  | Madhouse | Director                                        | [ 57 ] |
| 2003 | Chobits: Chibits                        | Morio Asaka  | Madhouse | Director Guionista gráfico                      | [ 43 ] |
| 2005 | Final Fantasy VII: Last Order           | Morio Asaka  | Madhouse | Director Guionista gráfico                      | [ 43 ] |
| 2018 | Cardcaptor Sakura: Clear Card-hen Recap | Morio Asaka  | Madhouse | Director                                        | [ 43 ] |